# La Chasse aux magiciens
La Chasse aux magiciens (titre original : Deryni Chekmate) est un roman de fantasy appartenant au cycle des Derynis de Katherine Kurtz. Il fut publié en anglais américain en 1972 par Ballantine Books, et traduit en français par Guy Abadia. C'est le deuxième tome de la Trilogie des magiciens. L'action se déroule en mars 1121.

## Résumé
Le duc deryni de Corwyn Alaric Morgan a permis à son roi, Kelson Haldane, de survivre quatre mois plus tôt, en usant de magie. Il se retrouve confronté aux persécutions de l'Église, menée par le Primat de Gwynnedd Edmund Loris. À Corwyn, des rebelles menés par Warin de Grey dénoncent aussi ses pouvoirs deryni. Bronwyn Morgan, la sœur du duc, va épouser son amour d'enfance Kevin McLain. À moins que l'architecte Rimmell, amoureux de la jeune femme, ne les mènent tous au désastre.

## Récompenses
En 1973, La Chasse aux magiciens est finaliste du prix Mythopoeic, mais ne le remportera pas. Le roman apparaîtra au quinzième rang dans le classement des meilleures œuvres de fantasy établi par les lecteurs du magazine Locus en 1973.